# المركز الطبي لسكك حديد مصر
المركز الطبي لسكك حديد مصر هو مستشفى حكومي مصري، مملوك ل(سكك حديد مصر) يقع في شارع الجلاء بالقاهرة.